# Oculocytheropteron mascarade
Oculocytheropteron mascarade is een mosselkreeftjessoort uit de familie van de Cytheruridae. De wetenschappelijke naam van de soort is voor het eerst geldig gepubliceerd door Ayress & Rathburn.